# هری پاتر و جام آتش (موسیقی متن)
هری پاتر و جام آتش (انگلیسی: Harry Potter and the Goblet of Fire) یک موسیقی متن برای فیلم ۲۰۰۵ با همین نام است، که توسط پاتریک دویل نوشته و آهنگسازی شده‌است. موسیقی متن در ۱۵ نوامبر ۲۰۰۵ منتشر شد.